# Hengersberger Ohe
Die Hengersberger Ohe ist ein auf dem Namenslauf über 26 km, mit dem offiziellen Oberlauf unter 34 km langer Fluss im Bayerischen Wald, der bei Markt Winzer von links und Nordwesten in die Donau mündet.

## Etymologie
Das mehrfach auftretende Grundwort Ohe des Gewässernamens leitet sich, wie die häufigeren Gewässernamensbestandteile Ache oder -bach, vom althochdeutschen aha für Fluss ab. Der größte durchflossene Ort lieferte das Bestimmungswort.

## Geographie

### Quellbäche
Die Hengersberger Ohe fließt bei Kaußing in der Gemeinde Lalling aus dem rechten, kürzeren aber einzugsgebietsreicheren, auch Perlbach genannten Ranzinger Bach, der als Hauptoberlauf gilt, und dem linken Gneistinger Bach zusammen.
Der Ranzinger Bach entsteht in einer südwärts laufenden Klinge nördlich des Lallinger Dorfes Durchfurth zwischen der Steigenstrecke der Kreisstraße DEG 23 am Osthang und dem Forsthaus Ruseler Kreuzstraße am westlichen Hang aus einigen Gerinnen. Zwei etwa in Talrichtung fließende entspringen auf etwa 695 m ü. NN, (48° 52′ 37″ N, 13° 7′ 48″ O) die höchste Quelle eines Hangzuflusses liegt sogar auf rund 735 m ü. NN. Der vereinte Bach fließt dann mit Einschluss einer Kurve nach rechts insgesamt nach Süden und fließt an Durchfurth zur Rechten, Ranzing zur Linken vorbei und berührt dann kurz Lalling selbst am Westrand des Dorfes. In eingeschnittenem Tal vereint er sich dann etwa einen halben Kilometer südöstlich von Kaußing nach 7,2 km mit dem linken Gneistinger Bach.
Der Gneistinger Bach entsteht auf ca. 710 m ü. NN in einer südsüdostwärts laufenden Waldtalklinge etwa 2 km nördlich des Hundinger Weilers Gneisting unter dem Namen Neufangerbach. (48° 51′ 53″ N, 13° 10′ 45″ O) Nach Austritt aus der Quellklinge wechselt er in einer weiten Talspinne, in der ihm kurz nacheinander viele Bäche aus verschiedenen Richtungen zulaufen, auf Südwestkurs, fließt zwischen Gneisting links und Sondorf rechts hindurch und berührt dann Hunding selbst am Nordwestrand. Anschließend zieht er links an Padling und Rohrstetten vorbei und tritt dann etwa auf Höhe von Euschertsfurth, das nun schon auf Lallinger Gemarkung liegt, in ein westwärts laufendes Engtal ein, wo ihm bald der Ranzinger Bach zuläuft.

### Verlauf
Die so auf etwa 360 m ü. NN entstandene Hengersberger Ohe fließt in Zulaufrichtung des Gneistinger Bach nach Westen, in sich wieder weitendem Tal passiert sie Watzing auf dem rechten Hangfuß. Dann macht sie eine Kurve nach links, am anschließenden Südlauf liegt Prechhausen am Westufer. Bald danach trennt sie Auerbach links am Ufer, wo ein Pegel eingerichtet ist, von Oberauerbach auf dem rechten Hang.
In heftigem Schlingenlauf nach Südwesten erreicht sie Markt Hengersberg, das sie von Schwarzach im Norden trennt. Am Nordwestrand von Hengersberg vorbei, wo früher im Ohestrandbad Hengersberg im Fluss gebadet wurde, zieht sie wieder südwestlich in Richtung Niederalteich, das sie mittlerweile begradigt erreicht. Dort, kaum mehr als einen halben Kilometer noch von der Donau entfernt, kehrt sie sich ungefähr in deren Fließrichtung und läuft in einer aufgelassenen Stromschlinge im Bogen um die Gundelau. Auf dem ersten Abschnitt von diesem Teil zieht sie dabei als Gemeindegrenzfluss am Hengersberger Ort Altenufer dicht am Nordufer vorbei.
Sie vollendet aber den Altarmbogen zurück zur Donau nicht ganz, sondern verlässt das von hier an Alte Donau genannte Totwasser südlich und dann südöstlich parallel zum Strom auf Winzer an der Donau zu. Dieser künstliche Laufabschnitt, der im Donau-Altwasser Winzerer Letten endet, einem in den 1980er Jahren eingerichteten Naturschutzgebiet mit Bestand an seltenen Vogelarten, wurde in den 1950er Jahren geschaffen, um die Verlandung dieser Stillwasserzone zu verhindern. An der ehemaligen Donaumühle in Winzer läuft das Wasser der Hengersberger Ohe dann von links und Südwesten und auf etwa 304 m ü. NN in die Donau.

### Zuflüsse
Zuflüsse der Hengersberger Ohe von der Quelle zur Mündung. Länge und Einzugsgebiet meist nach dem amtlichen Gewässerverzeichnis, Höhe nach Karte. Andere Quellen sind vermerkt.
Auswahl.
- Ranzinger Bach, rechter und nördlicher Quellbach, 7,2 km und 16,4 km². Entsteht zwischen der Steigenstrecke der Kreisstraße DEG 23 am Osthang und dem Forsthaus Ruseler Kreuzstraße am westlichen Hang aus einigen Gerinnen. Zwei Wasserläufe in Klingenrichtung entspringen auf etwa 695 m ü. NN. (48° 52′ 37″ N, 13° 7′ 48″ O) Die Quellen eines Hanggerinnes, das in der Klinge mündet, entspringt sogar noch höher auf bis zu 735 m.
Der Ranzinger Bach teilt als dessen offizieller Quellbach die Gewässerkennzahl der Hengersberger Ohe.
- Gneistinger Bach, linker und nordöstlicher Quellbach, 8,6 km und 13,8 km².
- Gottmannsdorfer Grenzgraben, von links an der Kaußinger Mühle, 1,2 km und 1,5 km².
- Einödgraben, von links
- Gerhollinger Bach, von rechts bei Watzing, 3,0 k. und 2,7 km². (Mit Oberlauf Oischinger Bach)
- Watzinger Graben, von rechts nach Watzing, 1,4 km und 0,8 km².
- Steinbach, von rechts vor Prechhausen, 5,3 km und 11,3 km².
- Geßnachbach, von rechts auf 328 m ü. NN[2] in Prechhausen, 6,1 km und 7,1 km². (Mit Oberlauf Muckenthaler Bach)
- Schachtenwiesbach, von links nach Auerbach-Brand, 2,5 km und 1,7 km².
- Totenbach, von rechts nach Auerbach-Schachten, 2,7 km und 2,1 km².
- Schachtengraben, von links
- Mapferdinger Bach, von links in Auerbach, 7,6 km und 8,9 km². (Mit Namensabschnittskette Langbach → Langedernbach → Mapferdinger Bach)
- Auerbach, von rechts gegenüber Auerbach, 3,1 km und 3,1 km².
- Eglseergraben, von rechts
- Straußbach, von rechts
- Schweinbach, von links bei Zilling, 4,0 km und 5,8 km². (Mit Oberlauf Dorngraben)
- Erkerdinger Bach, von links vor der Hengersberger Grubmühle, 8,9 km und 29,5 km². (Mit Namensabschnittskette Talbach → Radinger Bach → Erkerdinger Bach)
- Dorfbach, von rechts nach der Grubmühle, 2,1 km und 0,8 km².
- Lutzmanngraben, von rechts vor der Hengersberger Schwarzmühle, 1,4 km und 0,7 km².
- Erlachbach, von rechts durch Schwarzach, 9,8 km und 17,2 km². (Mit Namensabschnittskette Geigenbach → Sickinger Bach → Erlachbach)
- Augraben, von rechts an der A 3, 8,9 km und 17,0 km². (Mit Namensabschnittskette Krösbacher Graben → Seebacher Bach → Augraben)
- Aubach, von rechts
- Alte Donau, Donau-Altwasser zur Rechten, ca. 1,1 km.[5]
- Säckerbach, von links im westlichen Winzerer Letten, 5,0 km und 12,1 km².
- Unterholzer Mühlbach, von links im östlichen Winzerer Letten, 4,7 km und 7,4 km².